# Норвежский Нобелевский комитет
Норвежский Нобелевский комитет (норв. Den norske Nobelkomité) ежегодно выбирает лауреатов Нобелевской премии мира от имени шведского промышленника Альфреда Нобеля на основании его завещания.
Пять членов Комитета назначаются Стортингом (Парламентом Норвегии). В своем завещании Альфред Нобель поручил парламенту Норвегии выбрать лауреатов Нобелевской премии мира. В то время Норвегия и Швеция составляли Шведско-норвежскую унию. Несмотря на то, что члены комитета назначаются парламентом, он является частным органом и присуждает частную премию. В последние десятилетия большинство членов комитета были политиками в отставке.
Секретариат Комитета — Норвежский Нобелевский институт, в здании которого Комитет проводит свои заседания и объявляет лауреатов. С 1990 года церемония награждения проходит в мэрии Осло.

## История
Альфред Нобель умер в декабре 1896 года. В январе 1897 года было обнародовано содержание его завещания, написанного Нобелем в 1895 году.
Он завещал, что Нобелевская премия мира должна будет присуждаться «личностям, которые сделали наибольший вклад для братства между народами, упразднения или сокращения армий, проведения и содействия мирным конгрессам». В соответствии с завещанием часть средств Нобеля должна жертвоваться на эту премию, управляемую Нобелевским фондом.

Другие Нобелевские премии должны были присуждаться следующими существующими на момент составления завещания шведскими организациями: Шведская академия, Шведская королевская академия наук, Каролинский институт. Ответственность же за Премию мира была возложена на Стортинг, а именно на «комитет из пяти избранных им человек». Так же Нобель завещал создать новый орган — Норвежский Нобелевский комитет.

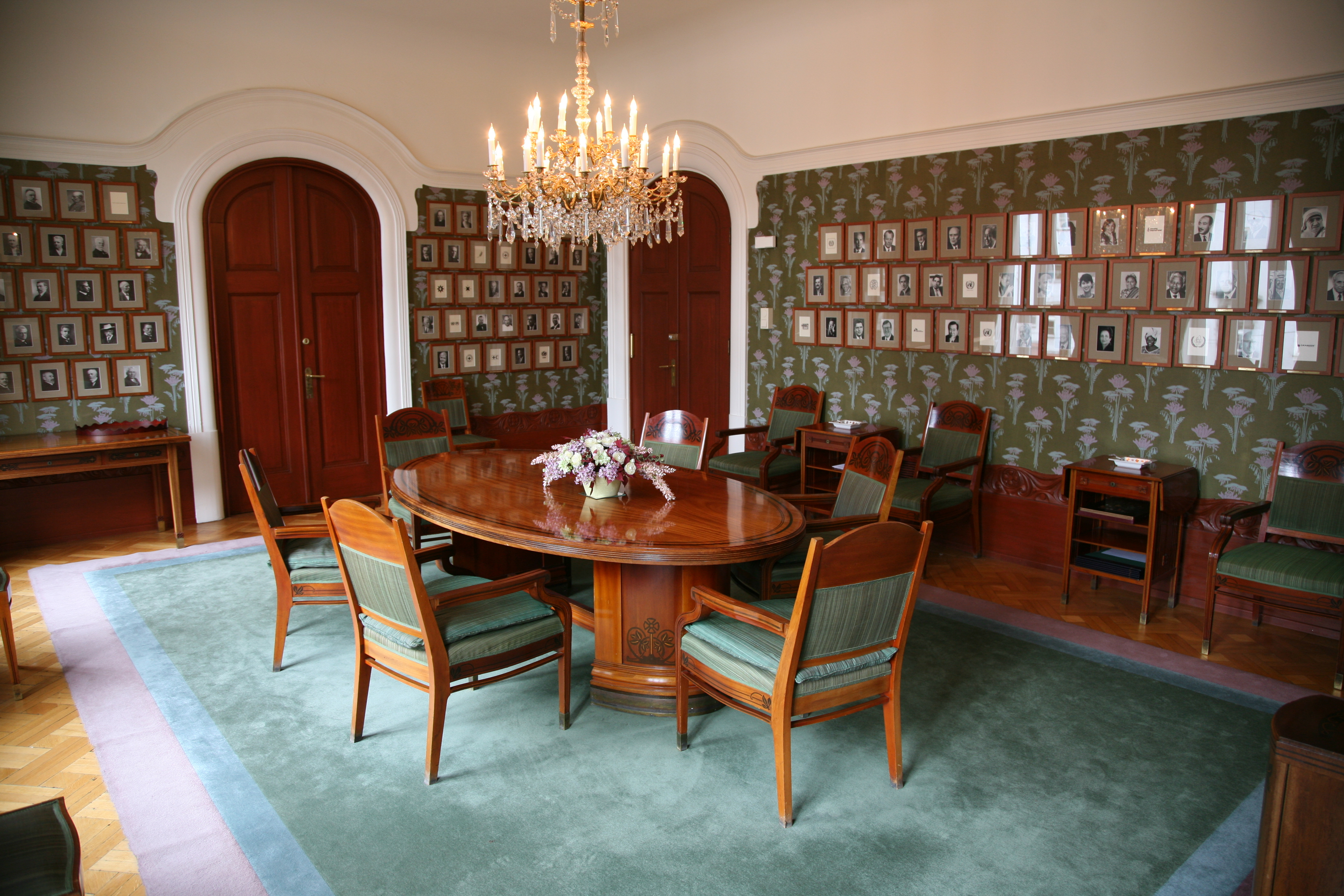
Интерьер Норвежского нобелевского института

Юрист Фредрик Хеффермель (Fredrik Heffermehl) отмечал, что законодательный орган нельзя обязать управлять завещанием. Задача парламента — создавать и изменять законы, тогда как завещание нельзя изменять, если его предпосылки явно не устарели. Однако этот вопрос не обсуждался подробно из-за опасений, что пожертвованные деньги будут потеряны в юридических баталиях, если орган не будет немедленно создан. 26 апреля 1897 года норвежский парламент принял поручение Нобеля, а 5 августа того же года официально оформил процесс выборов и срок службы членов комитета. Первая премия мира была присуждена в 1901 году лауреатам Анри Дюнану и Фредерику Пасси. Вначале в состав комитета входили действующие члены парламента, а годовые отчеты обсуждались на парламентских сессиях. Позднее связь с норвежским парламентом ослабла, и комитет стал более независимым. В 1901 году название было изменено с Норвежского Нобелевского комитета на Нобелевский комитет норвежского парламента (норв. Det norske Stortings Nobelkomité). Новое изменение структуры последовало в 1977 году, после которого парламентарии не могли заседать в комитете, если не были готовы заявить о намерении уйти в отставку в ближайшее время.
Комитет по-прежнему состоял в основном из политиков. Предложение 1903 года избрать ученого-юриста (Эббе Герцберга) было отклонено. В конце 1948 года избирательная система Комитета была изменена, чтобы сделать его состав пропорциональным парламентскому представительству норвежских политических партий по инициативе Норвежской рабочей партии, будущей в парламентском большинстве. Эта практика закрепилась, но подверглась резкой критике. Так же последовали позднее не реализованные предложения о включении в состав комитета ненорвежских членов.
Норвежскому Нобелевскому комитету помогает Норвежский Нобелевский институт, основанный в 1907 году. Комитет иногда получает более сотни номинаций и каждый год в феврале просит Нобелевский институт изучить около двадцати из них. Директор Нобелевского института также является секретарем Норвежского Нобелевского комитета. В настоящее время эта должность принадлежит Олаву Ньёлстаду.

## Председатели
Список председателей комитета:
| - 1900—1901: Бенард Герц (Bernhard Getz) - 1901—1922: Йорген Ловланд (Jørgen Løvland) - 1922—1922: Ганс Якоб Хорст (Hans Jacob Horst) - 1922—1941: Фредрик Станг (Fredrik Stang) - 1941—1943: Гуннард Ян (Gunnar Jahn) - 1944—1945: см. детали в тексте ниже - 1945—1945: C. J. Hambro\|Carl Joachim Hambro - 1945—1966: Гуннар Ян (Gunnar Jahn) - 1967—1967: Нильс Лангхелле (Nils Langhelle) - 1967—1967: Бернт Ингвальдсен (Bernt Ingvaldsen) | - 1968—1978: Асе Лионес (Aase Lionæs) - 1979—1981: Йон Саннесс (John Sanness) - 1982—1989: Егил Арвик (Egil Aarvik) - 1990—1990: Гидске Андерсон (Gidske Anderson) - 1991—1999: Франсис Сейерстед (Francis Sejersted) - 2000—2002: Гуннар Берге (Gunnar Berge) - 2003—2008: Оле Данбольт Мьос (Ole Danbolt Mjøs) - 2009—2015: Торнбьорн Йагланд (Thorbjørn Jagland) - 2015—2017: Каси Кульман Фиве (Kaci Kullmann Five) - 2017—2023: Берит Райс-Андерсон (Berit Reiss-Andersen) |

В январе 1944 года попытка правительства Видкуна Квислинга взять на себя функции Нобелевского комитета привела к ряду отставок членов комитета, включая председателя Гуннара Яна. Генеральное консульство Швеции в Осло официально взяло на себя управление имуществом Фонда в Осло от имени Нобелевского фонда.

## Члены
Членами комитета на 2021 год являлись:
- Берит Райс-Андерсон[19] (председатель, 1954 г.р.), адвокатесса и президент Норвежской коллегии адвокатов, бывший государственный секретарь министра юстиции и полиции (представлявший Рабочую партию). Член Норвежского Нобелевского комитета с 2012 года, переназначена на период 2018—2023 годов.
- Энн Энгер (1949 г.р.), бывшая лидер Центристской партии и министр культуры. Назначена на период 2018—2020 годов и повторно назначен на период 2021—2026 годов.
- Асле Тодже (1974 г.р.), ученый-международник. Назначен на период 2018—2023 годов.
- Кристин Клемет (Kristin Clemet), бывший член кабинета министров Консервативной партии, ранее представлявшая Осло в норвежском парламенте. Назначена на период 2021—2026 годов.
- Йорген Ватне Фриднес (Jørgen Watne Frydnes) назначен на период 2021—2026 годов.

## Секретариат

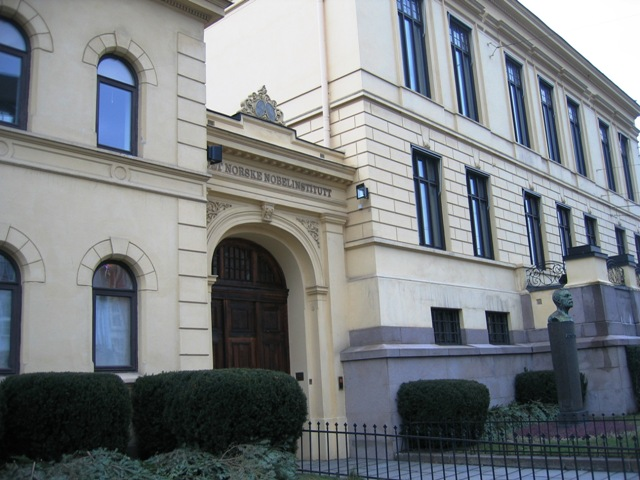
Норвежский Нобелевский институт, в котором комитет проводит свои заседания

В качестве секретариата Комитета выступает Норвежский Нобелевский институт. Руководитель института носит звание секретаря. Секретарь не является членом комитета, но является сотрудником Норвежского Нобелевского института.
Список секретарей:
- 1901—1909: Кристиан Лус Ланге
- 1910—1945: Рагнвальд Мо (Ragnvald Moe)
- 1946—1973: Август Шу (August Schou)
- 1974—1977: Тим Грев (Tim Greve)
- 1978—1989: Якоб Свердруп (Jakob Sverdrup)
- 1990—2015: Гейр Лундестад (Geir Lundestad)
- 2015 — настоящее время: Олав Ньёльстад (Olav Njølstad).